# Toumeyella turgida
Toumeyella turgida är en insektsart som först beskrevs av Cockerell 1897.  Toumeyella turgida ingår i släktet Toumeyella och familjen skålsköldlöss. Inga underarter finns listade i Catalogue of Life.